# Florennes
Florennes (vallonsk: Florene) er en by i Vallonien i det sydlige Belgien. Byen ligger i provinsen Namur. Indbyggertallet er pr. 2006 på ca. 11.000 mennesker.
Florennes er fødeby for den dobbelte Tour de France-vinder Firmin Lambot (1919, 1922) samt Léon Scieur, som vandt løbet i 1921.